# Anthus furcatus
Anthus furcatus là một loài chim trong họ Motacillidae.